# Punct antipodal

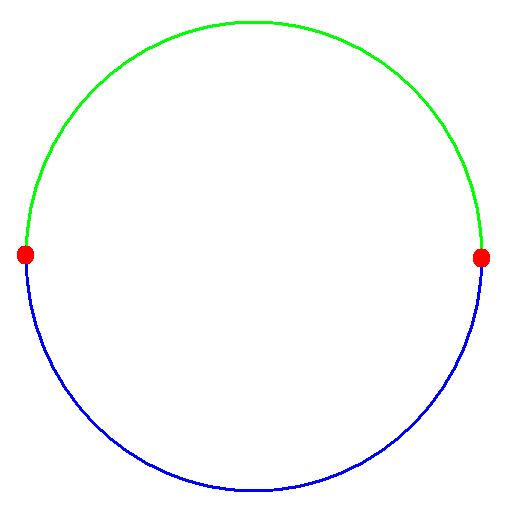
Punctele antipodale pe un cerc sunt situate la 180°

În matematică punctele antipodale ale unei sfere sunt acelea diametral opuse între ele (sensul unei astfel de definiții este că o dreaptă trasată din unul la celălalt trece prin centrul sferei deci formează un diametru al ei).
Termenul se aplică și cercului, precum și oricărei n-sfere.
Un punct antipodal este uneori numit antipod, care este un cuvânt compus, format din cuvintele grecești „αντι” (anti = opus) și „πόδι” (podi = picior).

## Teorie
În matematică conceptul de puncte antipodale este generalizat la sfere din orice dimensiuni: două puncte de pe sferă sunt antipodale dacă sunt opuse față de centru. De exemplu, luând centrul drept origine, acestea sunt puncte cu vectorii v și −v. Pe un cerc, astfel de puncte sunt numite și diametral opuse. Cu alte cuvinte, fiecare dreaptă care trece prin centru intersectează o sferă în două puncte, câte unul pentru fiecare rază din centru, iar aceste două puncte sunt antipodale.
Teorema Borsuk–Ulam⁠(d) este un rezultat din topologia algebrică care se ocupă cu astfel de perechi de puncte. Se spune că orice funcție continuă de la Sn la Rn aplică o pereche de puncte antipodale din Sn pe același punct din Rn. Aici Sn este sfera n-dimensională din spațiul (n + 1)-dimensional (deci sfera „obișnuită” este S2 iar un cerc este S1).
Aplicația antipodală A : Sn → Sn, definită de A(x) = −x, aplică fiecare punct al sferei pe punctul său antipodal. Este omotopă⁠(d) cu funcția identitate dacă n este impar, iar gradul ei este (−1)n+1.

## Perechea de puncte antipodale pe un poligon convex
O pereche de puncte antipodale pe un poligon convex este o pereche de 2 puncte care admite 2 drepte paralele infinite care sunt tangente la ambele puncte incluse într-un punct antipodal fără a intersecta nicio altă latură a poligonului convex.